# Dana School of Music
Fondée en 1869 par William Henry Dana, la Dana School of Music, située dans l'Ohio, est un des conservatoires de musique les plus anciens des États-Unis. Située à l'origine à Warren, elle a été transférée à Youngstown et fait partie aujourd'hui de l'Université d'État de Youngstown.